# 徐梁
徐梁（1899年3月24日—1977年6月20日），字任之，中華民国軍事人物。盛京将軍奉天府遼陽州人。

## 生平
徐梁年少時就讀遼陽縣立中学和南満医学堂預科。1917年5月入伍東北陸軍（奉系）。1919年入保定陸軍軍官学校第8期騎兵科學習。1922年6月畢業後任镇威军总司令部中尉差遣，不久又兼骑兵集团军司令部上尉。8月调任黑龙江军官养成所少校区队长。1923年任黑龙江督军公署少校参谋。1927年2月，任镇威军第三、四方面军团部参谋。1928年5月，任东北陆军騎兵第3旅第9團團長。
1931年4月，徐梁任国民革命軍騎兵第31旅第41團團長。同年9月加入中国国民党。1933年5月，轉任騎兵第3師第1團團長。次年9月入廬山軍官訓練團第3期受訓。1935年8月，任騎兵第4師少将副師長。次年6月改任骑兵第六师副师长。7月任长安军官训练团第二期第五队少将队长。9月任第三期少将总队附。12月，任西北剿匪总司令部高级参谋。1937年2月任国民政府軍事委員会委員長西安行營高級参謀。6月、任江蘇省綏靖公署高級参謀，代理騎兵第3師師長。8月，被授予陸軍少将。
1941年5月，任骑兵第二军中将军长；10月，兼任国民党特别党部特派员。1942年春，入国民党中央训练团党政班第二十期受训。次年10月，升任第十五集团军副总司令。1945年3月，入陆军大学校将官班甲级第二期受训；同月，被授予陸軍中将。
1946年，徐梁任国防部部員。1947年9月，被派往中華民國東北前線，次月任東北行轅騎兵司令。1948年2月，擔任遼北省政府主席。1948年5月兼东北行辕政务委员会委员。东北剿匪总司令部中将骑兵司令，东北剿匪总司令部军粮筹购委员会委员。1948年10月，由於遼沈戰役期間中華民國國軍作戰失利，徐坐飛機逃往台湾。1949年10月。徐被任命為敵後工作委員会委員。1977年6月20日，徐梁在台北市病逝，享年78歳。

## 注
1. ↑  徐主編（2007）、1197-1198頁。
2. ↑  劉国銘主編（2005）、1953頁。
3. 1 2 3  徐主編（2007）、1198頁。
4. ↑  劉国銘主編（2005）、1953-1954頁。
5. 1 2  劉国銘主編（2005）、1954頁。